# حركة كامب هيل

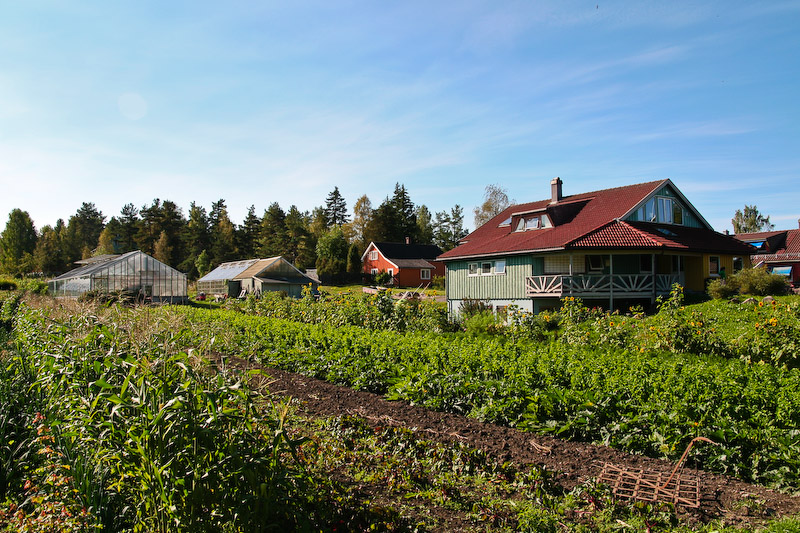

حركة كامب هيل عبارة عن مبادرة تهدف إلى التغيير المجتمعي وهي مستوحاة من الحكمة الإنسانية. ومجتمعات كامب هيل مجتمعات سكنية تقوم على "تقاسم الحياة" وتضم مدارس للبالغين والأطفال الذين يعانون من صعوبات في التعلم ومشكلات صحية عقلية وغير ذلك من الاحتياجات الخاصة وتقدم الخدمات والدعم اللازمين للعمل والتعليم والعيش اليومي. ويوجد 119 مجتمعًا من مجتمعات كامب هيل في 23 دولة بأوروبا وأمريكا الشمالية وجنوب إفريقيا وآسيا (وذلك اعتبارًا من مارس 2012).

## التأسيس
تأسست الحركة عام 1939 في كيركيتون هاوس بالقرب من أبردين على يد طبيب الأطفال النمساوي كارل كونيغ (Karl König). رأى كونيغ أن كل إنسان يتمتع بشخصية داخلية في حالة صحية جيدة منفصلة عن صفاته الجسدية بما يشتمل على الصفات التي تميز إعاقات النمو أو الإعاقات العقلية وأن دور المدرسة يكمن في التعرف على هذه النفس الجوهرية وتنشئتها وتعليمها. وتنادي فلسفة هذه المجتمعات المتمثلة في الحكمة الإنسانية بأن، «كل إنسان لديه روح مثالية التكوين وقدر يقود مصيره.» اقتبس كونيغ المبادئ الأساسية لمدرسة كامب هيل من مفاهيم التعليم والحياة الاجتماعية التي بينها قبل ذلك بعقود فيلسوف الحكمة الإنسانية رودلف شتاينر (Rudolf Steiner) (1861–1925). وفي الوقت الراهن يوجد ما يزيد عن 100 مجتمع تنتشر في جميع أرجاء العالم، موزعة على 23 دولة تتركز في أوروبا على وجه الخصوص ولكن توجد أيضًا في أمريكا الشمالية وجنوب إفريقيا.

## معلومات تاريخية
وتأخذ حركة كامب هيل اسمها من مقاطعة كامب هيل في منطقة ميل تيمبر (Milltimber) بمدينة أبردين، اسكتلندا، حيث انتقل إليها رواد حركة كامب هيل بأول مجتمع جديد لهم من الأطفال ذوي الاحتياجات الخاصة في يونيو 1940. وأصبحت الآن مقاطعة كامب هيل حرم مدارس كامب هيل بأبردين. ويوجد بمنطقة أبردين 6 من مجتمعات كامب هيل. وقد أُشير إلى أن مدرسة كامب هيل بأبردين  في تقرير لجنة الرعاية لمبادرة إدارة الرعاية الصحية لعام 2007 تستوفي المعايير بدرجة تتراوح بين «جيد جدًا» و«ممتاز»، كما حصلت المدرسة أيضًا على اعتماد التوحد من الجمعية الوطنية للمصابين بالتوحد. حصل وادي بوتون على جائزة نائب رئيس الوزراء للمجتمعات المستدامة عام 2005؛ وكانت الجائزة شاهدًا على تفاني المجتمع وتكريس روح الجماعة لتطبيق أخلاقيات الاستدامة والاحترام المتبادل، فضلاً عن الإنجازات الملموسة المشهودة بهذه المجالات.

## وصلات خارجية
- Camphill movement website
- [www.karl-koenig-archive.net]
- Rudolf Steiner Archive, An Online Library